# Ryan Searle
Ryan Searle (Wellington, 21 oktober 1987) is een Engels darter die de toernooien van de PDC speelt. Tussen 2011 en 2016 speelde hij bij de BDO.

## Carrière
Searle maakte zijn debuut op televisie tijdens de Winmau World Masters van 2013. Hij speelde in de eerste ronde tegen Richie George en won met 3-1 in sets. Deze wedstrijd kende een opmerkelijk slot, Searle gooide op D10 voor de overwinning en miste deze maar caller Nick Rolls dacht dat de dubbel geraakt was en riep 'game shot!'. Searle haastte zich naar het bord om zijn pijlen uit het bord te halen en de overwinning te vieren. In de tweede ronde speelde hij tegen James Wilson en verloor met 1-3.
In 2017 speelde Searle op de UK Open. Hij begon in de derde ronde en won van Mick McGowan. Searle verloor vervolgens in de vierde ronde van Rob Cross.
In 2018 kwalificeerde Searle zich voor de Grand Slam of Darts. Hij speelde in Groep H tegen Rob Cross, Dimitri Van den Bergh en Mark McGeeney. Searle verloor al zijn drie groepswedstrijden en werd uitgeschakeld. Later dat jaar speelde hij op de Players Championship Finals. Hij speelde in de eerste ronde tegen Josh Payne en won met 6-2 in legs. Searle verloor in de tweede ronde van Daryl Gurney die het toernooi uiteindelijk won.
In december dat jaar maakte Searle zijn debuut op het PDC World Darts Championship. Hij speelde in de eerste ronde tegen Stephen Burton en won met 3-0 in sets. Vervolgens speelde hij in de tweede ronde tegen Mensur Suljović en won met 3-1. Hij speelde in de vierde ronde tegen William O'Connor en wist wederom een sterke overwinning te boeken, 4-1. Searle speelde in de achtste finale tegen Michael Smith en verloor met 1-4.
Op 15 februari 2020 won Searle zijn eerste PDC-titel (m.u.v. de Challenge Tour) door Players Championship 3 te winnen. Hij versloeg Michael van Gerwen met 8-6 in de finale.  Op 3 augustus 2021 won hij zijn tweede titel door Peter Wright met 8-7 te verslaan in de finale van Players Championship 22. 
Searle wist zich op 28 november 2021, tijdens de Players Championship Finals, te plaatsen voor zijn eerste halve finale op een televisietoernooi. Dit deed hij door achtereenvolgens Simon Whitlock, Ryan Joyce, Rob Cross en Daryl Gurney te verslaan. In de halve finale won hij eveneens van  Brendan Dolan en zo plaatste hij zich ook voor zijn eerste finale op een televisietoernooi. Peter Wright zou de finale uiteindelijk winnen met 11-10 in legs.
Op 11 februari 2023 versloeg Searle Daniel Klose, Florian Hempel, Keegan Brown, Luke Humphries, Dirk van Duijvenbode en Jonny Clayton voor een plek in de finale van Players Championship 01, waarin hij Jamie Hughes met een uitslag van 8-4 aftroefde. Later dat jaar zou de Engelsman nog tweemaal de finale van een soortgelijk toernooi halen.
In februari 2024 won Seale Players Championship 03. Om de finale te bereiken, versloeg hij Patrick Geeraets, Owen Bates, Simon Whitlock, Damon Heta, Danny Noppert en Michael van Gerwen. In de finale passeerde hij vervolgens met een uitslag van 8-7 en een gemiddelde van 107,63 Gary Anderson. Searle stond al tegenover Anderson in de finale van Players Championship 02. Toen won Anderson. Daarvoor haalde Searle ook de finale van Players Championship 01, waarin Luke Littler te sterk was. In augustus haalde hij ook de finale van Players Championship 18. Damon Heta won daarin. In september 2024 stond Searle tijdens de eerste editie van de Swiss Darts Trophy in zijn eerste finale op de European Tour. De Engelsman miste zeven wedstrijdpijlen en zag Martin Schindler met 8-7 winnen voor de titel.
Door Florian Hempel, Mensur Suljović, Owen Bates, Mickey Mansell, William O'Connor en Stefan Bellmont te verslaan, bereikte Searle op 18 februari 2025 in het Autotron te Rosmalen de finale van Players Championship 4. Daarin versloeg hij Cameron Menzies met een uitslag van 8-4 voor zijn zesde Players Championship-titel.

## Resultaten op wereldkampioenschappen

### PDC
- 2019: Laatste 16 (verloren van Michael Smith met 1-4)
- 2020: Laatste 32 (verloren van Gary Anderson met 3-4)
- 2021: Laatste 16 (verloren van Stephen Bunting met 3-4)
- 2022: Laatste 16 (verloren van Peter Wright met 1-4)
- 2023: Laatste 32 (verloren van José de Sousa met 3-4)
- 2024: Laatste 32 (verloren van Joe Cullen met 2-4)
- 2025: Laatste 32 (verloren van Ryan Joyce met 3-4)

## Resultaten op de World Matchplay
- 2021: Laatste 32 (verloren van Michael Smith met 7-10)
- 2022: Laatste 32 (verloren van Dirk van Duijvenbode met 8-10)
- 2023: Kwartfinale (verloren van Jonny Clayton met 12-16)
- 2024: Laatste 16 (verloren van Rob Cross met 6-11)
- 2025: Laatste 32 (verloren van Luke Littler met 2-10)

## Gespeelde finales televisietoernooien
Hoofdtoernooien
| Resultaat | Nr. | Jaar | Kampioenschap               | Tegenstander | Score   | Variant |
| Runner-up | 1.  | 2021 | Players Championship Finals | Peter Wright | 10 – 11 | Legs    |

European Tour
| Resultaat | Nr. | Jaar | Kampioenschap      | Tegenstander     | Score | Variant |
| Runner-up | 1.  | 2024 | Swiss Darts Trophy | Martin Schindler | 7 – 8 | Legs    |

## Prestatietabel
BDO
| Toernooi             | 2011 | 2012 | 2013 | 2014 | 2015 | 2016 |
| -------------------- | ---- | ---- | ---- | ---- | ---- | ---- |
| Winmau World Masters | 1R   | GD   | 6R   | GD   | 3R   | GD   |

| PDC World Championship      | GD            | GD            | 4R            | 3R            | 4R            | 4R | 3R | 3R | 3R |
| UK Open                     | 4R            | GD            | 4R            | 4R            | 5R            | 6R | 4R | 4R | 5R |
| World Matchplay             | Geen deelname | Geen deelname | Geen deelname | Geen deelname | 1R            | 1R | KF | 2R | 1R |
| World Grand Prix            | Geen deelname | Geen deelname | Geen deelname | 1R            | KF            | 1R | 2R | 1R |    |
| European Championship       | Geen deelname | Geen deelname | Geen deelname | Geen deelname | 2R            | 2R | 1R | 2R |    |
| Grand Slam of Darts         | GD            | GR            | GD            | GR            | GD            | GR | 2R | GD |    |
| Players Championship Finals | 1R            | 2R            | 1R            | 2R            | F             | 3R | 3R | 1R |    |
| The Masters                 | Geen deelname | Geen deelname | Geen deelname | Geen deelname | Geen deelname | 2R | 1R | 1R | 2R |
| Statistieken carrière       |               |               |               |               |               |    |    |    |    |
| Ranking eind seizoen        | 79            | 61            | 52            | 38            | 15            | 16 | 19 | 20 |    |

|    | Toelichting   |
| #R | Ronde         |
| KF | Kwartfinale   |
| HF | Halve finale  |
| F  | Finale        |
| W  | Winnaar       |
| GD | Geen deelname |